# Niesiebor
Niesiebor – staropolskie imię męskie, złożone z trzech członów: Nie- (przeczenie), sie (przypadek zależny od siego, sich – "w najbliższym czasie") i -bor ("walczyć, zmagać się"). Istnieje też hipoteza, że Sie- w tym wypadku jest formą Wsze-; imię oznaczałoby wtedy "tego, który nie walczy ze wszystkimi", tzn. "tego, który rozsądnie decyduje, z kim walczyć".